# Tro Bro Leon
Ne doit pas être confondu avec Tour de León.
Le Tro Bro Leon, ou tour du Pays de Léon en français, est une course cycliste bretonne créée en 1984 par Jean-Paul Mellouët. Elle se déroule chaque année au mois de mai dans le Finistère nord, sur un circuit traversant plusieurs sections de chemins de terre, ce qui donne à la course des surnoms en lien avec Paris-Roubaix.
Depuis 2004, la course fait partie de la coupe de France de cyclisme sur route et intègre en 2020 l'UCI ProSeries, le deuxième niveau du cyclisme international.

## Histoire

### Génèse du Tro Bro Leon
En 1983, Jean-Paul Mellouët créé le club cycliste des Abers et cherche à récolter des fonds pour soutenir l'école Diwan de Lannilis. Il souhaite créer une course cycliste ancrée sur le territoire pour mettre en valeur la région agricole et le breton,. Admiratif de Paris-Roubaix, il imagine un circuit empruntant les chemins de terre, ribinoù, comme il l'explique dans une interview en 2011 : « comme je trouvais que toutes les courses se ressemblaient, j'ai décidé de lui faire emprunter les chemins de traverse, les fameux "ribinoù" en breton ».
Bien que l'idée laisse sceptique une partie des locaux, un accord est trouvé avec les agriculteurs de la région pour traverser les exploitations durant la course et la course nommée Tro Bro Leon, qui signifie « tour du pays du Léon » en breton. Dès ses débuts, le vainqueur de la course se voit offrir un cochon,.

### Internationalisation de la course
En 2004, la course rejoint le calendrier de la coupe de France de cyclisme sur route.
L'édition 2020 est annulée en raison de la pandémie de Covid-19 en France.

## Parcours
Comme son nom l'indique, le tracé parcourt le Léon avec un circuit final autour de Lannilis, commune située au nord de Brest. La course emprunte des chemins de terre et des secteurs empierrés ou ribinoù en breton (31 kilomètres en 2019). C'est cette particularité qui fait la renommée du Tro Bro Leon et qui lui vaut les surnoms de « petit Paris-Roubaix », de « Paris-Roubaix breton » ou encore de « l'Enfer de l'Ouest ».

## Catégorie
Le Tro Bro Leon est réservé aux amateurs jusqu'en 1999, année à partir de laquelle il est ouvert aux professionnels.

À sa création, l'Union cycliste internationale (UCI) classe l'épreuve en catégorie 1.5. Elle passe en 2000 et 2001 en catégorie 1.4 puis en 2002 en catégorie 1.3. À partir de 2005, elle est reclassée 1.1 dans l'UCI Europe Tour. Le Tro Bro Leon est également inscrit comme épreuve comptant pour la Coupe de France de cyclisme sur route. En 2020, elle intègre l'UCI ProSeries, le deuxième niveau du cyclisme international.

## Palmarès

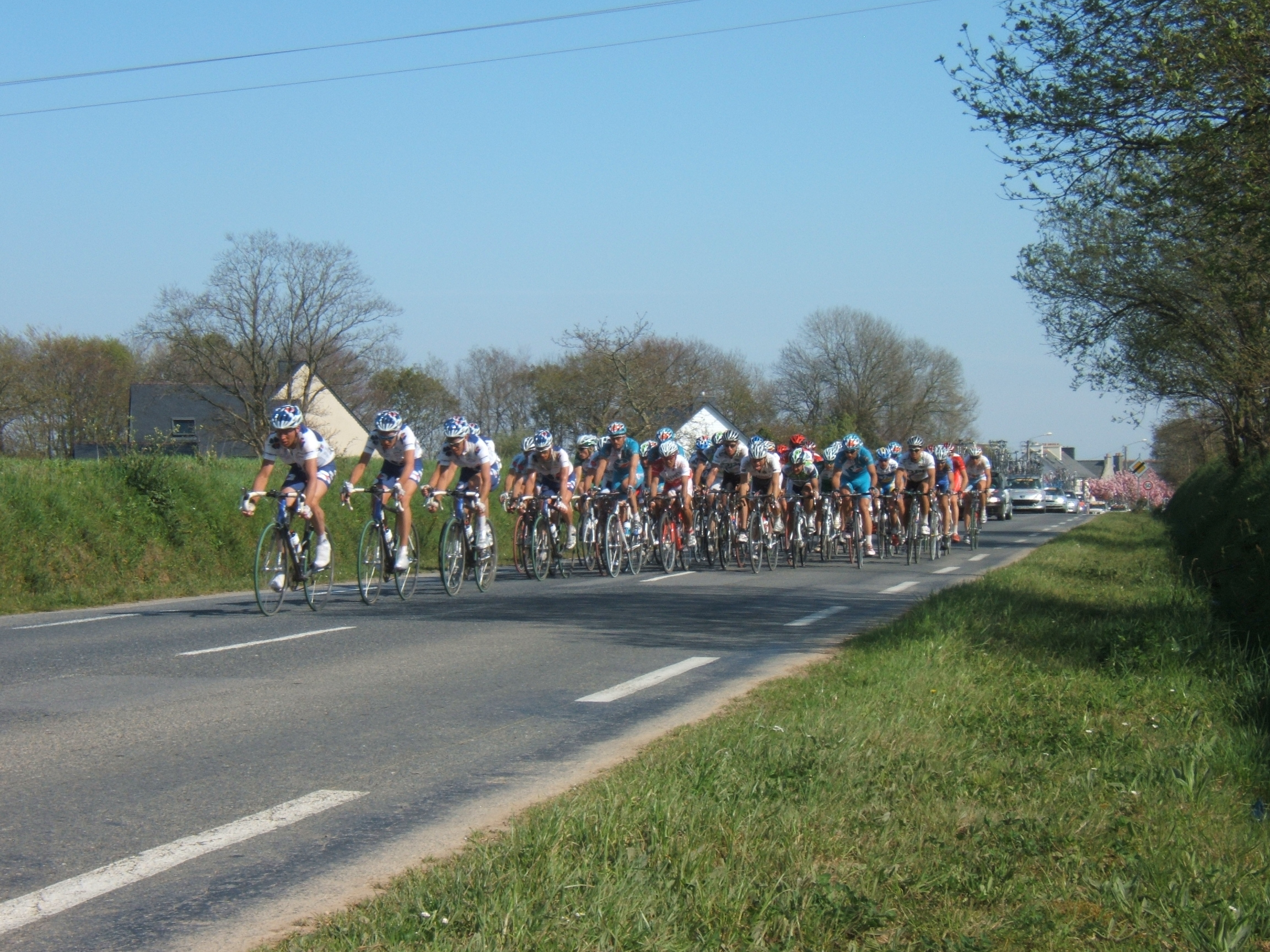
Peloton du Tro Bro Leon sur le circuit final à Lannilis.

| Année                  | Vainqueur            | Deuxième             | Troisième           |                  |
| ---------------------- | -------------------- | -------------------- | ------------------- | ---------------- |
| Course amateur         |                      |                      |                     |                  |
| 1984                   | Bruno Chemin         | Jean-Jacques Lamour  | Marcel Richeux      |                  |
| 1985                   | Bruno Chemin         | Hubert Graignic      | Dominique Le Bon    |                  |
| 1986                   | Philippe Dalibard    | Jean-Jacques Lamour  | Marc Hibou          |                  |
| 1987                   | Dominique Le Bon     | Philippe Beau        | Jean-Jacques Lamour |                  |
| 1988                   | Philippe Dalibard    | Stéphane Piriac      | Dominique Le Bon    |                  |
| 1989                   | Philippe Dalibard    | Serge Oger           | Bertrand Sourget    |                  |
| 1990                   | Marc Hibou           | Philippe Dalibard    | Emmanuel Mallet     |                  |
| 1991                   | William Milloux      | Loïc Le Flohic       | Xavier Brissaud     |                  |
| 1992                   | Jaan Kirsipuu        | Jean-Louis Conan     | Jean-Marc Barbé     |                  |
| 1993                   | Jean-Philippe Rouxel | Michel Lallouët      | Francis Urien       |                  |
| 1994                   | Stéphane Pétilleau   | Serge Oger           | Jean-Jacques Lamour |                  |
| 1995                   | Camille Coualan      | Philippe Le Barbier  | Sylvain Desbois     |                  |
| 1996                   | Thierry Bricaud      | Francis Urien        | Walter Bénéteau     |                  |
| 1997                   | Frédéric Delalande   | Jean-Philippe Rouxel | Franck Laurance     |                  |
| 1998                   | Frédéric Delalande   | Francis Urien        | Jean-Michel Thilloy |                  |
| Course professionnelle |                      |                      |                     |                  |
| 1999                   | Jean-Michel Thilloy  | Ludovic Capelle      | Ludovic Auger       |                  |
| 2000                   | Jo Planckaert        | Samuel Sánchez       | Ludovic Capelle     |                  |
| 2001                   | Jacky Durand         | Erwin Thijs          | Eddy Lembo          |                  |
| 2002                   | Baden Cooke          | Walter Bénéteau      | Sébastien Hinault   |                  |
| 2003                   | Samuel Dumoulin      | Philippe Gilbert     | Didier Rous         |                  |
| 2004                   | Samuel Dumoulin      | Christophe Mengin    | Bert Scheirlinckx   |                  |
| 2005                   | Tristan Valentin     | Cédric Coutouly      | Mikhail Timochine   |                  |
| 2006                   | Mark Renshaw         | Aliaksandr Usau      | Jean-Patrick Nazon  |                  |
| 2007                   | Saïd Haddou          | Sébastien Chavanel   | Christophe Diguet   |                  |
| 2008                   | Frédéric Guesdon     | Maxim Gourov         | Julien Belgy        |                  |
| 2009                   | Saïd Haddou          | Stéphane Bonsergent  | Lilian Jégou        |                  |
| 2010                   | Jérémy Roy           | Renaud Dion          | Lloyd Mondory       |                  |
| 2011                   | Vincent Jérôme       | Will Routley         | Arnold Jeannesson   |                  |
| 2012                   | Ryan Roth            | Benoît Jarrier       | Guillaume Boivin    |                  |
| 2013                   | Francis Mourey       | Johan Le Bon         | Anthony Geslin      |                  |
| 2014                   | Adrien Petit         | Flavien Dassonville  | Cédric Pineau       |                  |
| 2015                   | Alexandre Geniez     | Benoît Jarrier       | Florian Sénéchal    |                  |
| 2016                   | Martin Mortensen     | Peter Williams       | Florian Vachon      |                  |
| 2017                   | Damien Gaudin        | Frederik Backaert    | Benjamin Giraud     |                  |
| 2018                   | Christophe Laporte   | Damien Gaudin        | Jelle Mannaerts     |                  |
| 2019                   | Andrea Vendrame      | Baptiste Planckaert  | Emil Vinjebo        |                  |
| 2020                   | annulé/abandonné     | annulé/abandonné     | annulé/abandonné    | annulé/abandonné |
| 2021                   | Connor Swift         | Piet Allegaert       | Baptiste Planckaert |                  |
| 2022                   | Hugo Hofstetter      | Luca Mozzato         | Connor Swift        |                  |
| 2023                   | Giacomo Nizzolo      | Arnaud De Lie        | Nils Eekhoff        |                  |
| 2024                   | Arnaud De Lie        | Clément Venturini    | Pierre Gautherat    |                  |
| 2025                   | Bastien Tronchon     | Pierre Gautherat     | Valentin Madouas    |                  |